# Центрифуга (літературне об'єднання)
«Центрифу́га» — одне з найзначніших футуристичних угруповань у Росії, членами якого були М. Асєєв, Б. Пастернак, С. Бобров, К. Большаков, Божидар та інші. Утворилася у січні 1914 р. з лівого крила поетів, раніше пов'язаних з видавництвом «Лірика».
«Центрифуга» була найтривалішим за часом футуристичним об'єднанням. Крім вищеназваних поетів, в нього входили Божидар (Б. Гордєєв), Г. Пєтніков, І. Аксьонов та інші. Як поетична група вони проіснували до кінця 1917-го, а книги під маркою «Центрифуги» продовжували виходити до 1922 року.

## Історія
Основні учасники майбутньої групи — С. Бобров, Б. Пастернак і М. Асєєв — були знайомі задовго до її заснування. Сергій Бобров — поет, живописець і літературознавець, в той час був серед них, мабуть, найзначнішою фігурою. Великий резонанс викликав його реферат «Російський пуризм», в якому він відстоював ідеї пуризму як відповідь на ускладненість суспільного життя:
|  | Зараз основи російського пуризму в російських архаїзмах: древніх іконах, лубках, вишивках, кам'яних бабах, барельєфах, на зразок печаток, просфор і пряників, де все так просто і характерно, повне величезною мальовничою цінністю |

І хоч запропонований ним термін, покликаний окреслити нову літературну течію, не прижився, найважливіші положення його реферату зустріли схвально.
Бобров виношував ідею створення літературного об'єднання. Відтак, навесні 1913 року організував гурток молоді, до якої входило вузьке коло творчих людей. Гурток реально функціонував у період 1913—1914 рр. при видавництві «Лірика», в якому вийшли перші книги «Центрифуги». Однак рівно через рік об'єднання перестало існувати. Ось що пише про його подальшу долю М. Вагнер:
|  | 1 березня 1914 гурток розколовся. Одна частина з них організувалася під ім'ям «Центрифуга», інша мала намір прийняти ім'я «Стрілець». Була складена Грамота, підписана Пастернаком, Асєєвим, Бобровим та І. Зданевичем, і визначені суперники в особі кубофутуристів «Мезонина поэзии». Першим виданням «Центрифуги» була збірка «Руконог», присвячена пам'яті загиблого в січні 1914 року І. Ігнатьєва. Так автори встановлювали свою спадкоємність від петербурзького егофутуризму. В «Центрифузі» знайшли притулок петербурзькі егофутуристи Олімпов, Широков, Крючков, а після розпаду «Мезонина поэзии»" — Большаков, Івнев, Третьяков |

## Характерні риси
Основною особливістю в теорії та художній практиці учасників «Центрифуги» було те, що при побудові ліричного твору центр уваги зі слова як такого переміщався на інтонаційно-ритмічні та синтаксичні структури. У їхній творчості органічно поєднувалося футуристичне експериментаторство і опори на традиції.
Це помітив Валерій Брюсов, який в огляді 1914 року «Рік російської поезії» писав:
|  | Поки гурток [міського видавництва «Лірика»] був ще єдиним, він видав альманах віршів «Лірика», збірки віршів С. Боброва, Б. Пастернака, М. Асєєва і кілька інших книжок. Хоча ці видання ніде не були названі «футуристичними», проте на їх учасників, особливо на трьох названих нами, вплив футуристичних ідей був безсумнівний; пізніше, утворивши ядро "Центрифуги", вони в своєму новому альманасі ["Роконоги"] вже відкрито визнали себе футуристами. Але все ж футуризм поетів «Центрифуги» (не говоримо про письменників, які приєдналися до них з «Петербурзького глашатая») має особливий відтінок і поєднується з прагненням пов'язати свою діяльність з художньою творчістю попередніх поколінь |